# Spirorhynchomyia solinasi
Spirorhynchomyia solinasi är en tvåvingeart som beskrevs av Fedotova 1992. Spirorhynchomyia solinasi ingår i släktet Spirorhynchomyia och familjen gallmyggor.
Artens utbredningsområde är Kazakstan. Inga underarter finns listade i Catalogue of Life.